# Cynanchum resiliens
Cynanchum resiliens är en oleanderväxtart som först beskrevs av Bryan Roger Adams och R.W.K.Holland, och fick sitt nu gällande namn av Goyder. Cynanchum resiliens ingår i släktet Cynanchum och familjen oleanderväxter. Inga underarter finns listade i Catalogue of Life.